# Strundorf
Strundorf ist ein Ortsteil im Stadtteil Stadtmitte der Stadt Bergisch Gladbach  im Rheinisch-Bergischen Kreis.

## Lage und Beschreibung
Strundorf liegt im Osten der Stadt am Ortsausgang Richtung Herrenstrunden. Es bildet mit den umliegenden Ortsteilen mittlerweile einen geschlossenen Siedlungsbereich, so dass es nicht mehr eigenständig wahrgenommen wird.

## Geschichte
Strundorf wurde bereits 1400 als Struendorf erwähnt. Aus Carl Friedrich von Wiebekings Charte des Herzogthums Berg 1789 geht hervor, dass Strundorf zu dieser Zeit Teil der bergischen Honschaft Combüchen im Kirchspiel Paffrath im Amt Porz war.
Unter der französischen Verwaltung zwischen 1806 und 1813 wurde das Amt Porz aufgelöst und Strundorf wurde politisch der Mairie Gladbach im Kanton Bensberg zugeordnet. 1816 wandelten die Preußen die Mairie zur Bürgermeisterei Gladbach im Kreis Mülheim am Rhein. Mit der Rheinischen Städteordnung wurde Gladbach 1856 Stadt, die dann 1863 den Zusatz Bergisch bekam.
Der Ort ist auf der Topographischen Aufnahme der Rheinlande von 1824, auf der Preußischen Uraufnahme von 1840 und ab der Preußischen Neuaufnahme von 1892 auf Messtischblättern regelmäßig ohne Namen verzeichnet.
Strundorf wurde 1872 von Paffrath nach Gladbach umgepfarrt.
| Jahr | Einwohner | Wohn- gebäude | Kategorie |
| ---- | --------- | ------------- | --------- |
| 1822 | 80        |               | Hofstelle |
| 1830 | 112       |               | Hofstelle |
| 1845 | 61        | 9             | Hofstelle |
| 1871 | 243       | 32            | Ortschaft |
| 1885 | 209       | 21            | Wohnplatz |